# Andrés Aimar
Andrés Aimar (Río Cuarto, Córdoba, 18 de noviembre de 1981) es un exfutbolista argentino. Se desempeñaba como centrocampista y su último equipo fue Estudiantes de Río Cuarto. Es hermano del exfutbolista Pablo Aimar.

## Clubes
| Club             | País      | Año       |
| ---------------- | --------- | --------- |
| River Plate      | Argentina | 2002-2003 |
| Estudiantes (LP) | Argentina | 2003-2004 |
| River Plate      | Argentina | 2004      |
| UR Namur         | Bélgica   | 2005      |
| Belgrano         | Argentina | 2005-2007 |
| FC Ashdod        | Israel    | 2007      |
| Aldosivi         | Argentina | 2008      |
| Estoril          | Portugal  | 2008-2009 |
| Estudiantes (RC) | Argentina | 2009-2013 |
| Estudiantes (RC) | Argentina | 2016-2018 |

## Logros
| Título     | Club             | País      | Temporada |
| ---------- | ---------------- | --------- | --------- |
| B Nacional | Belgrano         | Argentina | 2005      |
| Federal B  | Estudiantes (RC) | Argentina | 2016      |